# Easdale
Easdale Island (in gaelico scozzese: Eilean Èisdeal; 0,25 km²) o semplicemente Easdale è un'isola della Scozia nord-occidentale, facente parte delle isole Slate, sottogruppo dell'arcipelago delle isole Ebridi Interne e - dal punto di vista amministrativo - dell'area dell'Argyll e Bute e situata nel Firth of Lorn  (Oceano Atlantico). È la più piccola tra le isole abitate dell'arcipelago delle Ebridi Interne e conta una popolazione permanente di circa 60 abitanti.
L'isola è un ex-centro minerario per l'estrazione dell'ardesia.

## Geografia

### Collocazione
Easdale si trova 15 km al largo di Oban e a 200 metri dall'isola di Seil.

### Dimensioni e territorio
L'isola raggiunge un'altezza massima di 38 metri (122 piedi).

## Storia
Easdale fu, insieme alle vicine isole di Seil, Luing e Belnahua,  un importante centro minerario per l'estrazione dell'ardesia tra la metà del XVII secolo e gli inizi del XX secolo. La celebre ardesia di Easdale veniva esportata a Glasgow e in Irlanda.
Grazie a quest'industria, nel XX secolo, l'isola aveva raggiunto una popolazione di 500 abitanti, ma, dopo la chiusura, nel primo decennio del XX secolo, delle miniere di ardesia conobbe, nel giro di vent'anni, un brusco calo demografico e nel 1931 la popolazione era scesa a 78 abitanti.

## Trasporti
L'isola è raggiungibile grazie ad un piccolo traghetto che può trasportare al massimo 10 passeggeri ed è collegata con un ponte, il Clachan Bridge, all'isola di Seil.
Sull'isola non è possibile accedere con l'automobile, in quanto non esiste alcuna strada.